# Vanilla Mood
바닐라 무드(영어: Vanilla Mood, 일본어: バニラムード)는 일본의 3인조 클래식 밴드이다. 바이올린, 첼로, 피아노로 구성되어 있으며, 2006년 2월 8일 첫 미니 앨범을 발매하였다.

## 멤버

### 현재 멤버
- 유이 - 바이올린
- 마리코 - 첼로
- 게이코 - 피아노, 보컬

### 탈퇴 멤버
- 바닐라무드 탄생 전 편성은 첼로 2 명, 바이올린 1 명, 피아노 1 명의 4 인조.
- 그후 구성원 교체가 바이올린 4 명, 첼로 1 명, 피아노 1 명, 하프 1 명 7 인조가 된다.
- 2003년 9월 28일 이 연주 그룹에서 초기 구성원이 될 Mariko, Keiko, Yui, Emilee 4 명으로 Vanilla Mood 결성.
- 2005년 1월 7일, 학업에 전념하기 위해 "졸업"의 형태로 Emilee가 탈퇴.
- 2005년 1월 10일, 음악 동료였던 Waka 가입. 이 시점에서 현역 음대생 중주는 없어졌다.
- 2010년 11월 30일, 음악성의 차이를 위해 "졸업"의 형태로 Waka가 탈퇴. 앞으로 대졸 3 명으로 활동을 계속하는 것과 동시에, 솔로 활동도 실시하고 있다.

## 음반

### 미니 음반
- Vanilla Mood (2006)
- 雫 (2006)
- Tales Weaver Exceed by Vanilla Mood (2010)

### 싱글 음반
- アジュカ (2007)

- 2024년 7월 10일 (수) 오후 7시 30분 용산아트홀 <바닐라 무드 콘서트>
- 2025년 9월 13일 (토) 마포아트센터 아트홀맥 공연예정